# Union internationale de la presse francophone
Pour les articles homonymes, voir UPF.
L'Union internationale de la presse francophone, abrégé en UPF est la plus ancienne association francophone de journalistes. Fondée en 1950 à Paris sous le nom d’Association internationale des journalistes de langue française (AIJLF), elle se transforme en une union professionnelle, l'Union internationale des journalistes et de la presse de langue française (UIJPLF) en 1971, puis prend sa dénomination actuelle, Union Internationale de la Presse Francophone (UPF) en 2001. Elle est considérée comme constituant un des premiers pas concrets de la francophonie.

## Description
L'UPF est une organisation internationale non-gouvernementale (OING) reconnue par de grandes organisations internationales, telles l'ONU, l'UNESCO et l'Organisation internationale de la francophonie (OIF).
L'UPF regroupe près de 4000 journalistes, responsables et éditeurs de la presse écrite, audiovisuelle et internet, répartis dans 110 sections (pays ou régions du monde).
Elle remet le Prix de la libre expression.
Elle organise tous les 2 ans des assises. En 2019, les 48e Assises de l’UPF se sont réunies à Yaoundé (Cameroun), du 19 au 22 novembre 2019 où plus de 300 journalistes et communicants d’une quarantaine de pays ont abordé le thème du journalisme d’information opposé au journalisme d’émotion.

## Historique
Le journaliste canadien Dostaler O'Leary est l'initiateur de sa création à Limoges en 1950. Elle était plutôt une amicale qui était un lieu de rencontre des journalistes de langue française à travers le monde. Au fil des années, elle s'est peu à peu transformée en union professionnelle.
Dans un certain nombre d'États, la section nationale est la seule union professionnelle à rassembler les journalistes. Cela fait de l'UPF l'une des organisations les plus représentatives de la profession.
Pendant la période de confinement liée à la pandémie du coronavirus, l'UPF par la voix de son président, Madiambal Diagne, a envoyé un courrier à de nombreux chefs d’État du monde francophone pour demander qu'une attention particulière soit portée à la presse écrite en cette période.

### Présidents
- 2001-2007 : Hervé Bourges (France)[5]
- 2007-2012 :  Alfred Dan Moussa[6]
- 2012-2014 : Abdelmounaïm Dilami (Maroc)[7]
- 2014-2022 : Madiambal Diagne (Sénégal)[8],[9]
- 2022          : Anne-Cécile Robert (France)